# 1557 Roehla
1557 Roehla је астероид главног астероидног појаса са средњом удаљеношћу од Сунца која износи 3,012 астрономских јединица (АЈ).
Апсолутна магнитуда астероида је 11,3.